# Paradictyna rufoflava
Espèce
Synonymes
- Matachia rufoflavus Chamberlain, 1946

 Paradictyna rufoflava est une espèce d'araignées aranéomorphes de la famille des Dictynidae.

## Distribution
Cette espèce est endémique de Nouvelle-Zélande.

## Publication originale
- Chamberlain, 1946 : Revision of the Araneae of New Zealand. Part II. Records of the Auckland Institute and Museum, vol. 3, p. 85-97.